# 長谷川等伯
長谷川等伯（1539年1月8日—1610年3月19日），是日本安土桃山時代至江戶時代初期的畫家。
他於1539年出生於能登（現今之石川縣七尾市）。最初本名為長谷川信春、專門繪畫佛像，三十歲過前往京都。豐臣秀吉為了紀念他早逝兒子鶴松所建立的祥雲寺金碧障壁畫（現在一部份藏於京都智積院）即為當時的代表作。他的畫風繼承了中國宋元水墨畫的風格。1590年時同時代的齊名畫家狩野永德去世後，長谷川等伯成為當時最重要的水墨畫家。
他於慶長15年（1610年）去世，享年71歲。目前遺留下的多數作品，皆被指定為日本的重要文化遺產。

## 生平
長谷川等伯，原名為奧村等伯，出生於日本能登國的七尾市，來自當地一個著名的染布家族。根據史料記載，他的原姓為「奧村」，後來被長谷川家收養。
等伯最初在家鄉能登國以繪製佛教畫開始其藝術生涯。其早期作品包括《武田信玄像》（高野山清慶院藏）、《十二天圖》（石川正覺寺藏）及《名和長年像》等。
20歲時，他已成為專業畫師；30歲左右移居京都，師從著名的狩野派畫家狩野松榮。當時的狩野派以其為武士階層設計的大幅壁畫聞名，常以墨繪或貼金的屏風形式裝飾城堡牆壁，不僅反射光線，也展示主人的財力。等伯的早期畫作如1593年創作的《楓圖》（智積院藏）即屬此類。
與此同時，他也潛心研究宋、元與室町時代的水墨畫風格，深入臨摹牧谿與雪舟等楊的畫卷，據信他當時能接觸到這些作品是在大德寺修行期間。經過京都時期的轉變，等伯逐步發展出一種有別於狩野派豪放風格、更加簡淡的水墨畫風（墨絵），其風格深受雪舟影響，甚至曾試圖爭取「雪舟第五代傳人」的名號，但最終在與雪舟的訴訟中敗訴。
雪舟風格的影響體現在等伯中晚期許多作品中，尤其是其代表作《松林圖屏風》(松林図屏風 
)，此畫被列為日本國寶，被認為是首幅以「松樹」為唯一主題的巨幅作品。

《松林圖屏風》左扇，約1595年作，六曲一雙，紙本墨畫，日本國寶
《松林圖屏風》右扇，約1595年作，六曲一雙，紙本墨畫，日本國寶

長谷川等伯創立的長谷川派規模較小，主要成員為其子孫，但其畫風繼承了等伯安靜內斂的美學，這種風格受雪舟與茶道大師千利休的影響頗深。有人認為，長谷川派的簡約審美可視為對狩野派炫耀權力與財富作風的一種反動。
他的主要競爭者是狩野永德，兩人常爭奪豐臣秀吉的青睞。永德於1590年去世後，等伯成為當代最具聲望的畫師。他受秀吉之命繪製了眾多作品，並與其畫坊合力完成了1593年為祥雲寺所繪的壁畫與屏風畫，後移至智積院保存至今。
慶長15年（1610年）67歲時，長谷川等伯應德川家康之邀，攜次子長谷川宗宅前往江戶，然而在旅途中染病，於抵達江戶後第二日病逝，享年72歲。其法號為嚴淨院等伯日妙大居士。遺骨後被移葬至京都本法寺。其後墓所一度不明，直到平成14年（2002年）才新建墳墓以供祭祀。

## 代表作

### 40歲以前
- 鬼子母神十羅刹女圖（富山大法寺）重要文化財　1564年
- 釋迦多寶佛圖（富山大法寺）重要文化財　1564年
- 日蓮聖人像（富山大法寺）重要文化財　1564年
- 三十番神圖（富山大法寺) 重要文化財　1566年
- 日堯上人像（京都本法寺）重要文化財　1572年
- 傳名和長年像（東京國立博物館）重要文化財
- 武田信玄像（高野山成慶院）重要文化財
- 花鳥圖屏風（岡山妙覺寺）重要文化財

### 50歲
- 大德寺山門天井畫柱繪（京都大德寺）重要文化財　1589年
- 舊三玄院襖繪（京都高台寺圓徳院）重要文化財　1589年左右
- 舊三玄院襖繪（樂美術館）重要文化財　1589年左右
- 舊祥雲寺障壁画（京都智積院）國寶　1593年左右
- 利休居士像（京都不審庵）重要文化財　1595年
- 妙法尼像（京都本法寺）重要文化財　1598年
- 松林圖（東京國立博物館）國寶
- 金地院障壁畫（京都南禪寺金地院）重要文化財
- 竹林猿猴圖屏風（承天閣美術館）重要文化財
- 枯木猿猴圖（京都妙心寺龍泉庵）重要文化財　京都國立博物館委託收藏
- 樹下仙人圖（京都壬生寺）重要文化財
- 妙蓮寺障壁畫（京都妙蓮寺）重要文化財　京都國立博物館委託收藏

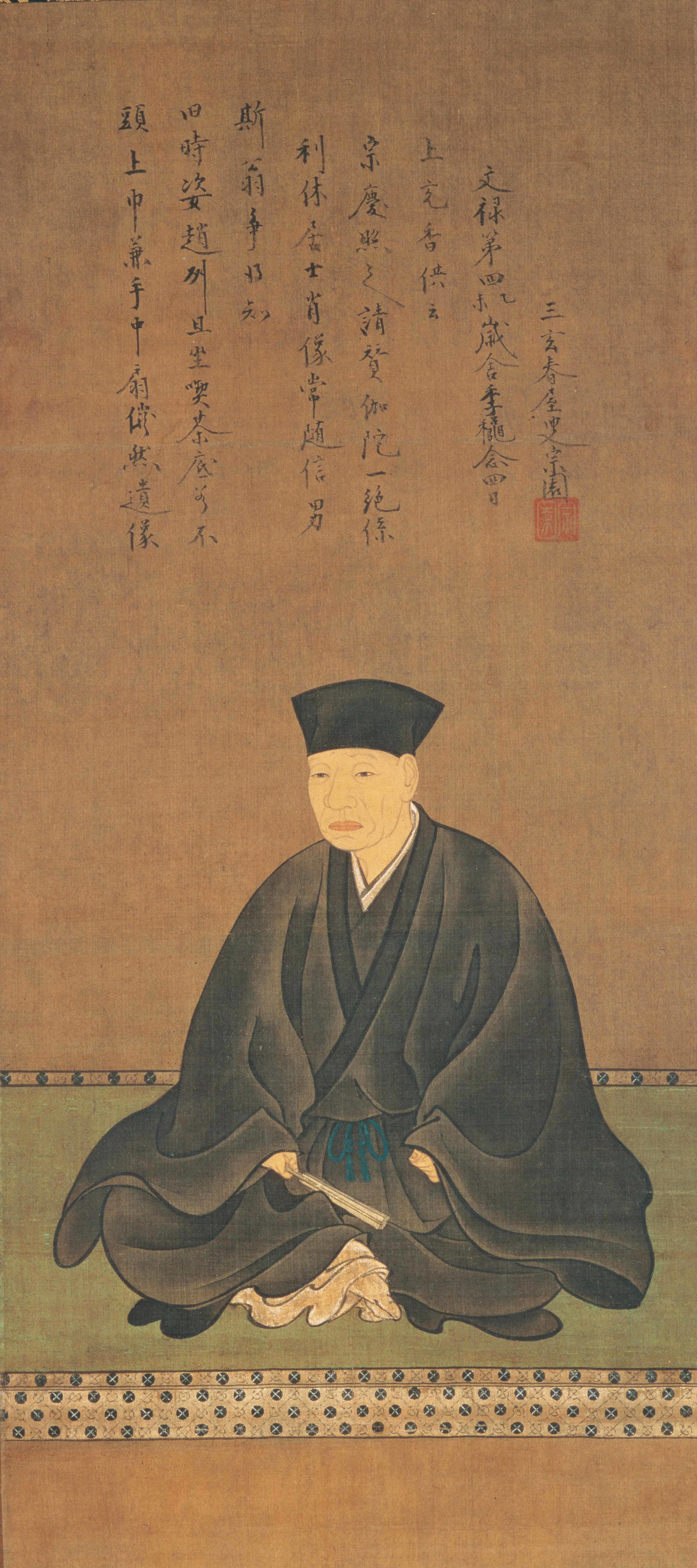
《利休居士像》

### 60歲以後
- 大涅槃圖（京都本法寺）重要文化財　1599年
- 水墨山水圖（京都 妙心寺鄰華院）重要文化財　1599年
- 商山四晧圖（京都大德寺真珠庵）重要文化財　1601年
- 蜆子豬頭圖（京都大德寺真珠庵）重要文化財　1601年
- 禪機圖（京都南禪寺天授庵）重要文化財　1602年
- 商山四皓圖（京都南禪寺天授庵）重要文化財　1602年
- 龍虎圖屏風（波士頓美術館）1606年
- 日通上人像（京都本法寺）重要文化財　1608年
- 辨慶昌俊圖繪馬（京都北野天満宮）重要文化財　1608年
- 波濤圖（京都禪林寺）重要文化財　京都國立博物館委託收藏
- 烏鷺圖屏風（川村記念美術館）重要文化財

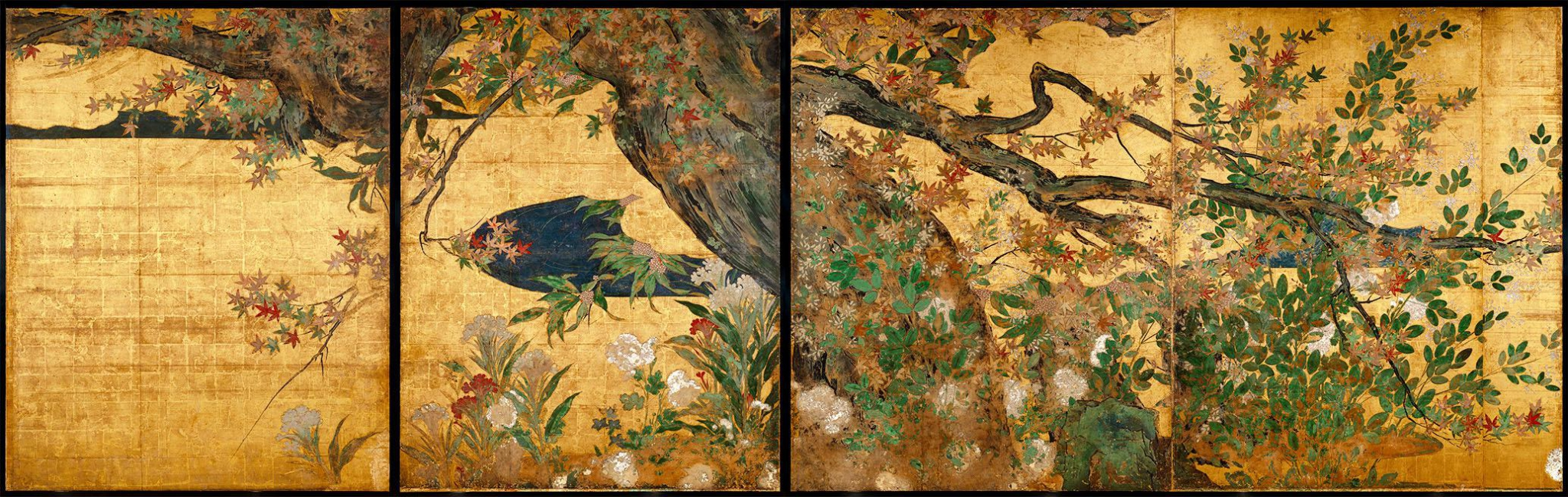
《楓圖》，京都智積院藏，1593年作，日本國寶

### 其他
- 月下松林圖屏風（個人收藏）

傳長谷川等伯所繪筆。近年發現発見。第二之松林圖。京都國立博物館委託收藏。

### 其它文献
傳記
- 脇坂淳 『等伯』 三彩社《東洋美術選書》、 1970年
- 『長谷川等伯 真にそれぞれの様を写すべし[注釈 4]』、ミネルヴァ書房、2003年。ISBN 978-4-6230-3927-2。
- 水尾比呂志 『近世日本の名匠』 講談社《講談社学術文庫》、2006年 ISBN 978-4-0615-9757-0
- 黒田泰三 『もっと知りたい長谷川等伯 生涯と作品』 東京美術《ABCアートビギナーズコレクション》、2010年2月 ISBN 978-4-8087-0823-8

單行本
- 土居次義 『日本の美術87 長谷川等伯』 至文堂、1973年
- 黒田泰三編 『長谷川等伯』 新潮社《新潮日本芸術文庫4》、1997年 ISBN 978-4-1060-1524-3
- 山根有三 『山根有三著作集6 桃山絵画研究』 中央公論美術出版、1998年 ISBN 978-4-8055-1452-8
- 『別冊太陽 長谷川等伯』 平凡社、2010年1月 ISBN 978-4-5829-2166-3

畫集圖錄
- 橋本綾子解説池田満寿夫文 『水墨画の巨匠第3巻 等伯』 講談社、1994年 ISBN 978-4-0625-3923-4
- 展覧会図録 『没後400年 長谷川等伯』 東京国立博物館2010年2-3月、京都国立博物館4-5月

雜誌分冊百科
- 『週刊アーティストジャパン第25号 長谷川等伯』 同朋舎出版、1992年
- 『週刊 日本の美をめぐるNo.14 金と墨の長谷川等伯』 小学館、2002年
- 『芸術新潮』 2010年3月号「〈没後400年記念特集〉長谷川等伯《松林図屏風》への道」
- 『月刊 美術の窓No.318 戦国絵師 長谷川等伯 絵筆で天下を獲る!!』 生活の友社美術の窓ねっと （页面存档备份，存于）、2010年3月

## 外部連結
- 長谷川等伯
- 長谷川等伯（信春）とは （页面存档备份，存于） - 石川県七尾美術館